# Let's Get It On
| Recensione                    | Giudizio |
| ----------------------------- | -------- |
| AllMusic                      |          |
| Chicago Tribune               | [ 4 ]    |
| Christgau's Record Guide      | A−       |
| Encyclopedia of Popular Music | [ 6 ]    |
| Music Story                   |          |
| MusicHound R&B                | [ 7 ]    |
| Q                             | [ 8 ]    |
| The Rolling Stone Album Guide |          |

Let's Get It On è il sedicesimo album di Marvin Gaye, pubblicato nel 1973. La rivista Rolling Stone l'ha inserito al 165º posto della sua lista dei 500 migliori album.
Le sessioni di registrazione si svolsero tra il giugno 1970 e il luglio 1973 presso gli studi Hitsville U.S.A. e Golden World Studio di Detroit, e all'Hitsville West di Los Angeles. Prima incursione di Gaye nel genere funk, Let's Get It On incorpora elementi di smooth soul, doo-wop e urban. I critici hanno fatto notare il contenuto sessualmente suggestivo dei testi dei brani, definendolo "uno dei dischi più sessualmente espliciti mai registrati". Gaye infuse idee di guarigione spirituale in canzoni su sesso e romanticismo, in parte come una sorta di "esorcismo" nei confronti degli abusi subiti nell'infanzia da suo padre, Marvin Gay Sr., che avevano bloccato la sua sessualità.
A seguito del successo del socialmente impegnato What's Going On (1971), Let's Get It On aiutò a definire l'immagine di Marvin Gaye come "icona sessuale" oltre ad allargare il suo pubblico mainstream ed aumentare le sue potenzialità commerciali. Dall'album furono estratti tre singoli, la title track, Come Get to This e You Sure Love to Ball, che riscossero buoni piazzamenti in classifica negli Stati Uniti. Let's Get It On si rivelò essere l'album di maggior successo della carriera di Gaye fino a quel momento, ed ampliò ulteriormente il suo controllo creativo durante la permanenza alla Motown.

## Descrizione

### Origine e storia
Nella primavera del 1972, Marvin Gaye soffriva del blocco dello scrittore. Dopo la pubblicazione del suo album dal maggiore successo commerciale fino a quel punto della sua carriera, What's Going On (1971), e la colonna sonora del film blaxploitation Trouble Man (1972), Gaye aveva faticato a trovare nuovo materiale dopo che la Motown Records aveva rinegoziato un nuovo contratto con lui, fornendogli maggiore controllo creativo sulle sue registrazioni. L'accordo era stato di 1 milione di dollari, rendendolo l'artista soul con i guadagni più alti, così come l'artista afroamericano meglio pagato dell'epoca. Gaye stava anche lottando per decidere se trasferirsi o meno a Los Angeles, in seguito al trasferimento del CEO Berry Gordy dell'etichetta discografica Motown e alla sostituzione dello studio di registrazione Hitsville USA (Motown Studio A) di Detroit con lo studio Hitsville West di Los Angeles. Tra la decisione per il trasferimento e la mancanza di materiale, Gaye stava lottando con la propria coscienza, oltre ad affrontare le aspettative di sua moglie, la sorella di Gordy, Anna. La loro separazione lo afflisse emotivamente. Durante questo periodo, aveva anche tentato di far fronte a problemi passati che derivavano dalla sua infanzia.
Durante l'infanzia, Gaye era stato fisicamente e psicologicamente abusato dal padre Marvin Gay Sr., un pastore pentecostale che educò il figlio a severe norme estremamente moralistiche e religiose improntate al fondamentalismo cristiano. Di conseguenza, il significato e la pratica del sesso erano diventati in seguito un problema inquietante per Gaye. Da adulto, occasionalmente soffriva di impotenza ed era tormentato da fantasie sadomasochistiche, che lo perseguitavano nei suoi sogni e gli provocavano intensi sensi di colpa. Gaye imparò a convivere con i suoi problemi personali grazie alla scoperta di una rinnovata spiritualità. Egli cominciò a incorporare la sua nuova visione spirituale nella sua musica, come inizialmente espresso attraverso l'album socialmente impegnato What's Going On, insieme a foto promozionali di lui che indossava un kufi in onore alla tradizione africana e alla sua nuova fede.
Grazie al successo di What's Going On, Gaye ottenne maggiore controllo creativo ed artistico sulla sua musica, che egli utilizzò, dopo la separazione dalla moglie Anna Gordy, per incidere un album che voleva esplorare le tematiche oltre il sesso e la sessualità. Come con What's Going On, Gaye voleva ottenere un significato più profondo rispetto al tema generale che è stato utilizzato per rappresentarlo; nel caso del precedente album, la politica e il sociale, nel caso di Let's Get It On, l'amore e il romanticismo, utilizzati da Gaye come metafore dell'amore di Dio. Nel suo libro Divided Soul: The Life of Marvin Gaye, il giornalista David Ritz scrisse circa l'ispirazione del cantante dietro a Let's Get It On:
Nelle note interne dell'album, Gaye illustrò la sua visione del sesso e dell'amore, scrivendo: «Non riesco a vedere niente di sbagliato nel sesso tra persone consenzienti. Penso che ne facciamo davvero troppo. Dopotutto, i propri genitali sono solo una parte importante del magnifico corpo umano ... Io sostengo che il sesso è sesso e l'amore è amore. Quando sono combinati, funzionano bene insieme, se due persone hanno più o meno la stessa mente. Ma sono davvero due esigenze discrete e vanno trattate come tali. Il tempo e lo spazio non mi permetteranno di approfondire ulteriormente, specialmente nell'area della psiche. Non credo a filosofie eccessivamente moralistiche. Fai sesso, può essere eccitante, se sei fortunato. Spero che la musica che vi presento qui vi renda fortunati».

### Registrazione

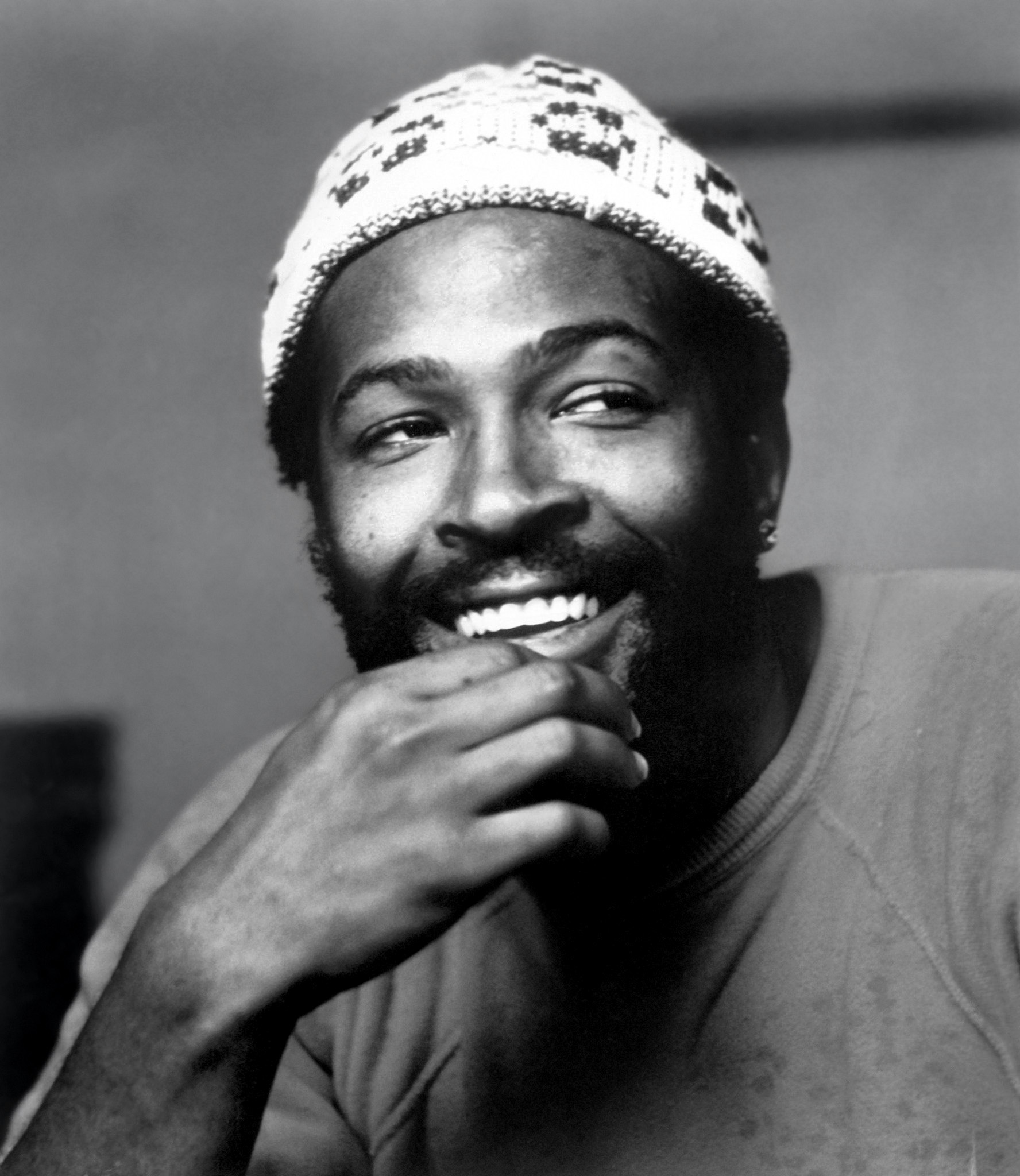
Gaye durante le sedute di registrazione dell'album agli Hitsville West di Los Angeles, 1973

Gaye registrò altre canzoni dal contenuto sociale presso lo studio Golden World Records, conosciuto come Studio B della Motown, oltre alle tracce vocali preliminari e la strumentazione di parte del materiale che sarebbe finito in Let's Get It On. Dopo le prime sessioni a Detroit ai Golden World, Gaye si spostò all'Hitsville West di Los Angeles nel febbraio 1973 restandovi fino a luglio. Accompagnato da un esperto gruppo di turnisti chiamato The Funk Brothers, che già avevano contribuito a What's Going On, Gaye incise le canzoni inedite The World is Rated X e Where Are We Going, e il singolo You're the Man (1972) ai Golden World. Where Are We Going fu successivamente reinterpretata dal trombettista Donald Byrd. Inizialmente l'album avrebbe dovuto intitolarsi You're the Man, ma questo titolo venne scartato per ragioni ignote. Le canzoni previste per il disco, insieme ad altre tracce inedite registrate negli studi Hitsville West e Golden World, nel 2001 furono incluse nella ristampa di Let's Get It On.
La prima canzone registrata per l'album, fu la title track Let's Get It On, composta da Gaye insieme all'amico Ed Townsend. Originariamente era stata scritta da Gaye come un inno religioso alla vita, ma il cantautore Kenneth Stover della Motown, la trasformò in un brano politicamente impegnato. Ascoltato il missaggio preliminare della versione di Stover, Townsend protestò affermando che il brano sarebbe risultato migliore con un testo romantico-sessuale. Gaye e Townsend riscrissero quindi il testo della canzone insieme utilizzando l'arrangiamento originale. Il testo fu ispirato da Janis Hunter, della quale Gaye si era infatuato dopo averla conosciuta attraverso Ed Townsend. Townsend citò la presenza della donna in studio durante la lavorazione dell'album, come una delle fonti d'ispirazione di Gaye. La relazione intima tra Gaye e Hunter successivamente fornì le basi per l'album I Want You del 1976.
Townsend assistette Gaye nella produzione del resto dell'album, che si svolse nel corso di svariate sedute tra il 1970 e il 1973. I due lavorarono assieme su quattro canzoni, inclusa la ballata If I Should Die Tonight, mentre Gaye compose la maggior parte degli altri brani. Gran parte della strumentazione sull'album venne suonata dai The Funk Brothers, costituiti dal bassista James Jamerson, dai chitarristi Robert White ed Eddie Willis, e dal percussionista Eddie "Bongo" Brown. Gaye contribuì suonando il pianoforte.

### Musica e testi
La title track Let's Get It On contiene una voce solista appassionata e piena di sentimento e cori di sottofondo sovraincisi. La caratteristica parte di chitarra è suonata dal turnista Don Peake. Il critico musicale Jon Landau definì la canzone "un classico singolo Motown, ripetibile all'infinito e sempre piacevole". Il tema del brano viene ripreso nella quarta traccia dell'album, Keep Gettin' It On, che funge da sequel e continuazione dell'originale. Il pezzo amplia la tematica sessuale della title track con sfumature pacifiste: «Won't you rather make love, children / as opposed to war, like you know you should» ("Non preferireste fare l'amore, figli, al contrario della guerra, come sapete che dovreste fare?").
Distant Lover vede Gaye che canticchia da crooner su una strumentazione serena, trasformando il canto in urla piene di sentimento verso la fine; da un cantato spezzato a un lamento appassionato. Il testo del brano racconta il desiderio che il suo narratore prova per un amante che è "a così tanti chilometri di distanza", mentre implora il suo ritorno e lamenta il vuoto che sente senza di lei. In seguito la canzone divenne presenza fissa nelle scalette dei concerti di Gaye e una versione dal vivo, contenente le urla e grida femminili delle fan eccitate in sottofondo, fu pubblicata su singolo come estratto dall'album Marvin Gaye Live! nel 1974.
You Sure Love to Ball è uno dei singoli più controversi di Gaye e dal maggior contenuto sessuale, con le sue introduzione e dissolvenza che includono i gemiti emessi da un uomo e una donna impegnati nel sesso. La natura sessualmente esplicita e osé del contenuto dell'album era, all'epoca, controversa e la registrazione di un album del genere era considerata un rischio commerciale dalla dirigenza della Motown Records.

## Pubblicazione
Pubblicato negli Stati Uniti il 28 agosto 1973, Let's Get It On sorpassò le vendite del precedente album di Gaye, What's Going On, diventando il suo maggiore successo commerciale su etichetta Motown. L'album raggiunse la posizione numero 2 nella classifica Billboard Top LPs, mentre raggiunse la vetta delle classifiche di Cash Box e Record World. Let's Get It On restò nella classifica di Billboard per 61 settimane, e rimase in vetta alla Billboard Soul Albums per 11 settimane, diventando l'album soul più venduto del 1973.
Due dei singoli estratti dall'album raggiunsero la top 40 della Billboard Hot 100, inclusi Let's Get It On, secondo numero 1 per Gaye negli Stati Uniti, e la hit da top 30 Come Get to This, che raggiunse la posizione numero 23 in classifica. Il terzo singolo, You Sure Love to Ball, raggiunse la 50ª posizione nella Hot 100 e la numero 13 nella Soul Singles Chart.

## Tracce
Lato A
1. Let's Get It On (Gaye; Townsend) - 4:44
2. Please Stay (Once You Go Away) (Gaye; Townesend) - 3:32
3. If I Should Die Tonight (Gaye; Townesend) - 3:57
4. Keep Gettin' It On (Gaye; Townesend) - 3:12

Lato B
1. Come Get to This (Gaye) – 2:40
2. Distant Lover (Gaye, G. Gordy, Greene) – 4:15
3. You Sure Love to Ball (Gaye) – 4:43
4. Just to Keep You Satisfied (Gaye, Gordy-Gaye, E. Stover) – 4:35

## Formazione
- Marvin Gaye: voce solista, cori, pianoforte, co-produzione
- David Van De Pitte (tracce: 5 e 6, 8), Gene Page (traccia: 5), René Hall (tracce: da 1 a 4), David Blumberg (traccia: 7): arrangiamenti orchestrali, direzione
- James Jamerson, Wilton Felder: basso
- Bobbye Hall Porter: bonghi
- Eddie "Bongo" Brown: bonghi, batteria
- Paul Humphrey, Uriel Jones: batteria
- David T. Walker, Eddie Willis, Louis Shelton, Melvin Ragin, Robert White, Don Peake: chitarre
- Emil Richards: percussioni
- Bobbye Hall Porter: percussioni
- Ernie Watts, Plas Johnson: sassofono
- Joe Sample, Marvin Jerkins: pianoforte
- The Originals: cori di sottofondo (Just to Keep You Satisfied)
- Ed Townsend (tracce: da 1 a 4): co-produzione
- Emil Richards, Victor Feldman: vibrafono

## Eredità ed influenza
Grazie alle vendite dell'album e dei singoli da esso estratti, Let's Get It On segnò un cambiamento e una transizione nel suono e nello stile produttivo della Motown, che aveva precedentemente incontrato i favori del pubblico con il suo caratteristico "stile Motown". Il celebre sound dell'etichetta, tuttavia, stava iniziando a scemare in termini di popolarità presso la maggioranza degli ascoltatori di musica R&B e soul, soffrendo la "pressione commerciale" da parte di stili contemporanei più moderni come il Philly soul e il funk. La sonorità della musica prodotta dalla Motown si era sempre contraddistinta per il caratteristico uso delle percussioni per accentuare il ritmo, prominenti e spesso melodiche parti di basso elettrico, melodie distintive e strutture di accordi che traevano le proprie origini dalla musica gospel. In aggiunta, le tecniche di produzione della musica pop erano più semplici rispetto ai concept album degli anni settanta di Gaye. Arrangiamenti complessi ed elaborati, erano evitati dai musicisti Motown. Dopo il felice esperimento di What's Going On, "che aveva saputo coniugare una suite pseudo-classica con canzoni a flusso libero", Gaye utilizzò il proprio controllo artistico per modificare il sound ed incorporare in esso strumentazioni funky, vocalizzazioni melismatiche, e tracce vocali multi-stratificate in contrasto allo stile produttivo abituale dell'etichetta. Contrariamente a quanto da sempre sostenuto da Berry Gordy, il presidente della Motown, l'idea era quella di puntare maggiormente sugli album come opera totale e compiuta piuttosto che su un singolo di successo che avrebbe trainato il disco.

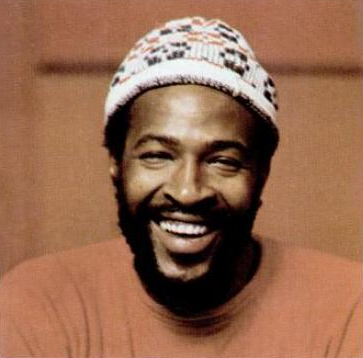
Marvin Gaye nel 1973

Inoltre Let's Get It On affermò definitivamente l'influenza di Marvin Gaye sugli artisti R&B negli anni a venire. Il cambiamento di stile musicale da parte di Gaye e lo stile della produzione divennero in breve tempo molto popolari prima dell'avvento dell'era della disco music alla fine degli anni settanta. Svariati artisti di successo della Motown, inclusi Lionel Richie e Rick James, furono influenzati da molti degli elementi introdotti da Gaye nelle sue registrazioni degli anni settanta e inizio ottanta. La produzione R&B contemporanea fu in generale grandemente influenzata dall'utilizzo fatto nell'album di voci stratificate e strumentazione funk. Il noto ingegnere del suono Russell Elevado, che si occupò di dischi neo soul come Voodoo di D'Angelo (2000) e Mama's Gun di Erykah Badu (2000), riconobbe l'influenza delle tecniche produttive di Gaye e Townsend riscontrate in Let's Get It On.
L'atmosfera musicale degli anni settanta è stata fortemente influenzata dal successo e dal contenuto sessuale di Let's Get It On, poiché la sua esplicitazione sessuale ha piegato le barriere creative nell'industria musicale e ha portato a una maggiore popolarità dei temi sessuali nella musica dell'epoca. Il giornalista musicale Rob Bowman citò in seguito Let's Get It On come "una delle registrazioni più erotiche conosciute dall'umanità". Il successo dell'album aiutò la diffusione di opere stilisticamente affini da parte di artisti smooth soul come Barry White (Can't Get Enough), Smokey Robinson (A Quiet Storm) e Earth, Wind & Fire (That's the Way of the World). Il successo commerciale di tali dischi portarono a un cambiamento nel trend generale della musica pop che passò da tematiche socialmente impegnate a un'estetica più mainstream, disimpegnata e sensuale. Lo stesso Gaye sperimentò un grosso successo commerciale con il suo successivo album I Want You (1976), dal contenuto esplicitamente erotico, e con Here, My Dear (1978), disco basato interamente sul suo tumultuoso matrimonio con Anna Gordy. Nel corso di un'intervista rilasciata a Michael Eric Dyson, l'artista hip hop Q-Tip discusse l'influenza dell'album e la sua importanza nel contesto dell'epoca:
A seguito del successo di dischi funk come There's a Riot Goin' On degli Sly and the Family Stone (1971) e dei singoli di James Brown di fine anni sessanta e inizio settanta, Let's Get It On aiutò ulteriormente  la diffusione del genere funk nell'industria musicale e presso il pubblico generalista.